# 青城山
座標: 北緯30度58分24秒 東経103度30分56秒 / 北緯30.97333度 東経103.51556度
青城山（せいじょうさん、拼音: Qīngchéng Shān）は、中国四川省都江堰市にある山地・景勝地。道教の発祥の地の一つとして古代より知られ、道教関係の重要な建築物が集中し、宗教・医療・音楽などの道教文化が伝えられてきた。中国の中でも著名な歴史名山および国家重点風景名勝区であり、2000年、付近の岷江にある古代の水利施設の都江堰（とこうえん）とともに世界遺産（文化遺産）に登録されている。中華人民共和国国家級風景名勝区（1982年認定）、中国の5A級観光地（2007年認定）でもある。

## 概要
青城山は四川省都江堰市（旧称・灌県）の市街地の西にあり、市街地に隣接した都江堰水利施設からは西南へ 10 km 、省都成都市からは北西へ 68 km 。成都平原の北西に屹立し霧が多い。
青城山の主峰の老霄頂は海抜 1,600 m 。森林は四季を通して青々とし、環状に連なる峰々（三十六峰）は城郭のように見えるため、青城山の名がある。蜀（四川省東部）の名山の中でも、青城山の深さと幽玄さは、剣門関の険しさ、峨眉山の秀麗さ、瞿塘峡の夔門（きもん）の雄大さと並び称されている（峨眉天下秀，夔門天下雄，剣門天下険，青城天下幽）。
青城山は前山・後山に二分される。前山は青城山風景名勝区の主要部分で 15 km2 の範囲に広がり、風景の優美さと道教関係の文物古跡の多さで知られ多くの観光客を集める。後山は 100 km2 に及ぶ山岳で、交通が不便で地形も険しいが、原生林や渓谷が多く、より幽玄で自然が一層よく保存されている。

## 前山の道教寺院群
青城山は中国を代表する道教の名山で、道教発祥の地のひとつである。伝説によれば、道教の創始者で五斗米道の創始者でもある張陵（張道陵、祖天師）は晩年青城山に入り、この地に伝わる「黄老学説」を学んで道を開き、この地で123歳で没したとされる。青城山は道教の一派の天師道の発祥の地として神聖化され、歴代の張天師たちは全国から青城山に訪れ祖天師に朝拝した。
青城山の岩山や密林の中には多数の道宮や道観（道教寺院）がある（青城山常道観）。山の入口には唐代（724年）に創建された大きな道宮の建福宮が建ち、山門や三つの殿堂（三殿）、庭院などがある。山林の中に造られた階段を登ると、円明宮・玉清宮・上清宮などの道観があり、これらにもそれぞれ三殿や庭院がある。奥には、断崖の下に木造建築が張り付いた朝陽洞、晋代に建てられた祖師殿（真武宮）などさらに多数の建築があり、大勢の道士が修行を行っている。
天師洞は三清殿・三皇殿・黄帝祠などの楼閣からなる青城山の核心となる道観で、黄帝祠のそばには張陵が修行・説法したという洞窟が残る。
これらの道観を経て「青城第一峰」と呼ばれる彭祖峰の山頂に至ると、「老君騎青牛」像の納められた老君閣が建つ。
各道宮・道観には壁画や浮彫などの美術品がある。また様々な長寿薬や丹薬の研究（錬丹術）の副産物として火薬や漢方薬が見出され後世に伝わり、道教音楽も伝えられた。

## 後山の名所

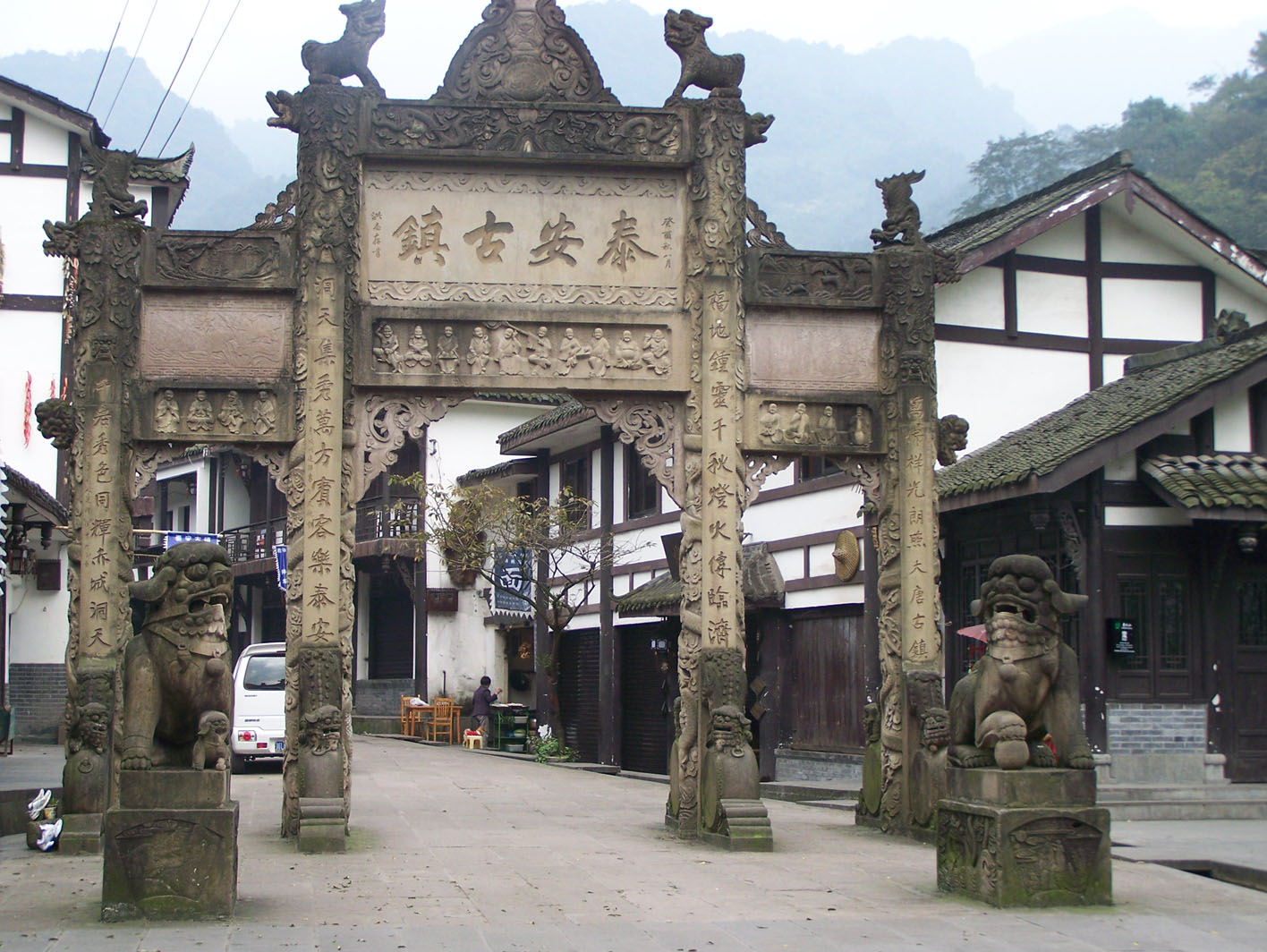
泰安古鎮

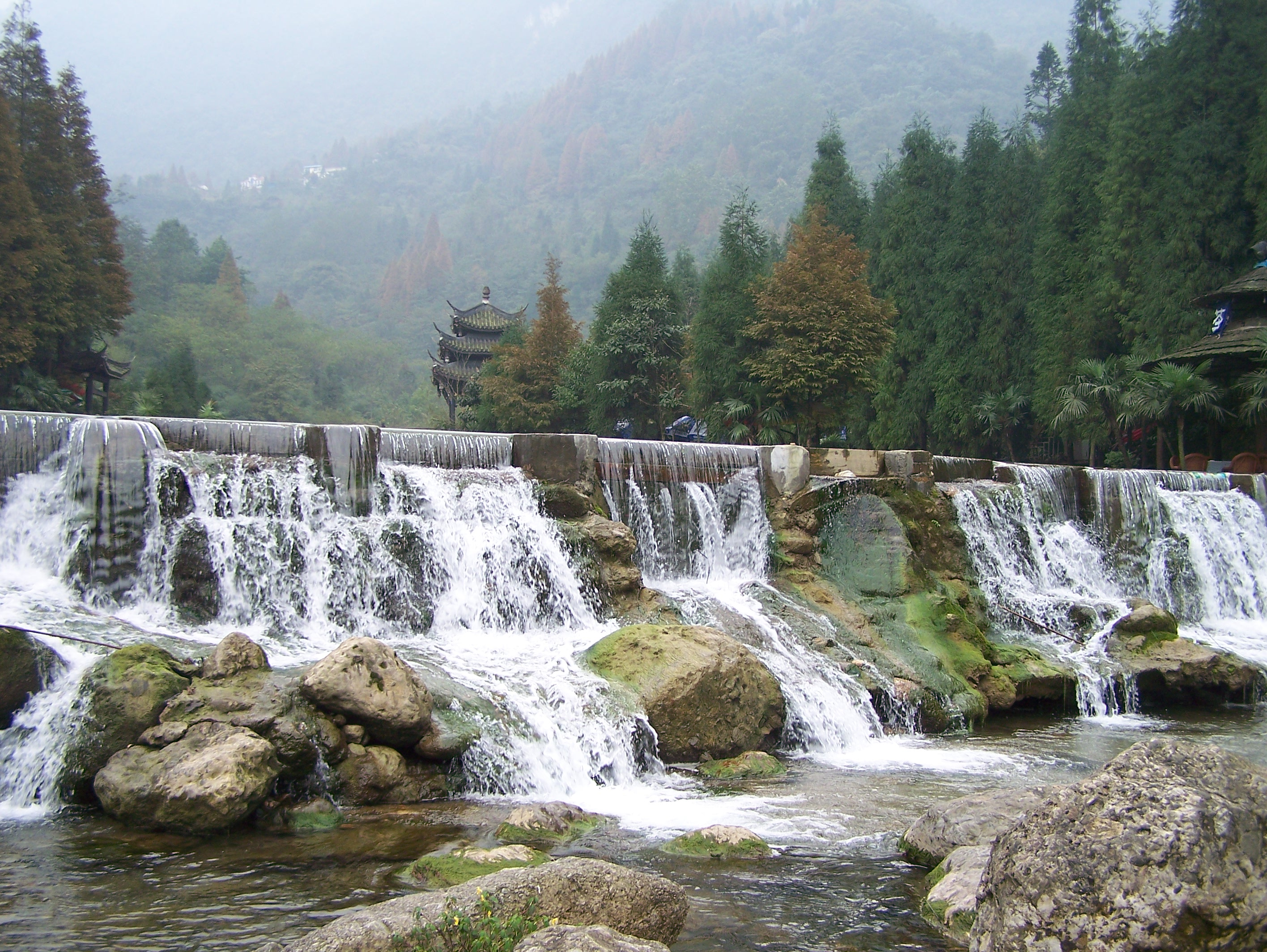
五龍溝

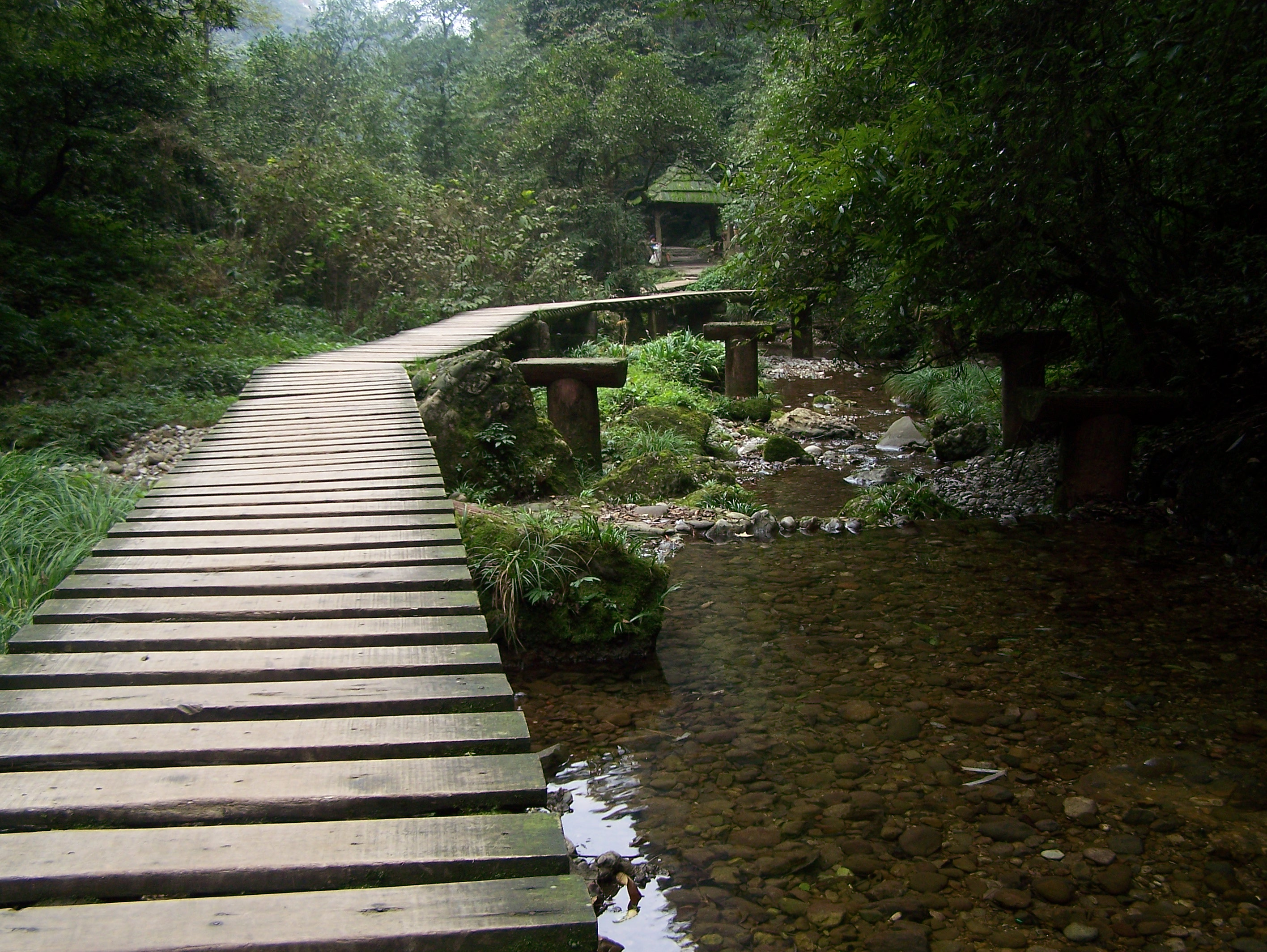
百丈橋

- 泰安古鎮: 泰安寺が古い集落の中心に建つ。古い町並みには多くの旅館や飲食店が並んでいる。
- 五龍溝: 後山の見どころの一つ。古くは蛮河溝と呼ばれた渓谷。長さは 8 km にわたり、かつて5匹の神龍が隠れていたとされる。
- 又一村: 五龍溝の上に位置する桃花渓にある村。陶淵明の「柳暗花明又一村」から名を取られた。村には二十数戸の農家があり、観光地となっている。
- 白雲索道: 又一村から上へ登る道。白雲古寨という古い村に至る。
- 白雲寺
- 飛泉溝: 後山にある渓谷。中ほどに百丈橋という木でできた長さ 100 m 余りの橋がある。

## 登録基準
この世界遺産は世界遺産登録基準のうち、以下の条件を満たし、登録された（以下の基準は世界遺産センター公表の登録基準からの翻訳、引用である）。
- (2) ある期間を通じてまたはある文化圏において、建築、技術、記念碑的芸術、都市計画、景観デザインの発展に関し、人類の価値の重要な交流を示すもの。
- (4) 人類の歴史上重要な時代を例証する建築様式、建築物群、技術の集積または景観の優れた例。
- (6) 顕著で普遍的な意義を有する出来事、現存する伝統、思想、信仰または芸術的、文学的作品と直接にまたは明白に関連するもの（この基準は他の基準と組み合わせて用いるのが望ましいと世界遺産委員会は考えている）。

## アクセス
最寄り駅は成都市域鉄路成灌線の青城山駅。駅から徒歩20分。